# Mike Gminski
Pour les articles homonymes, voir Stephen et Curry (homonymie).
Michael Thomas Gminski, né le 3 août 1959 à Monroe (Connecticut) aux États-Unis, est un ancien joueur américain de basket-ball professionnel ayant évolué sous le maillot des Nets du New Jersey, des Hornets de Charlotte, des 76ers de Philadelphie et des Bucks de Milwaukee. Il jouait au poste de pivot.
Il a terminé sa carrière en NBA avec 10 953 points (11,7 points par match), 6 480 rebonds (6,9 rebonds par match) et 1 203 passes décisives (1,3 passe par match).

## Palmarès
- Meilleur basketteur de l'année de l'Atlantic Coast Conference 1978-79.
- Élu dans la NCAA All-American First Team en 1979.